# Euleimonios uniformis
Euleimonios uniformis är en insektsart som beskrevs av Fletcher och Condello 1994. Euleimonios uniformis ingår i släktet Euleimonios och familjen dvärgstritar. Inga underarter finns listade i Catalogue of Life.